# Ricardo Alliman
Ricardo Odayne Alliman (Kingston, 18 febbraio 1987) è un ex cestista giamaicano.

## Carriera
Con la Giamaica ha disputato due edizioni dei Campionati centramericani (2012, 2014).